# Bibliothèque universitaire de Vilnius
La bibliothèque universitaire de Vilnius est la plus ancienne et une des plus grandes bibliothèques universitaires de Lituanie. Elle a été fondée en 1570 par les jésuites (l'université de Vilnius a été fondée 9 ans plus tard). La bibliothèque détient 5,3 millions de documents sur 166 kilomètres d'étagères. Quelques-unes des plus anciens manuscrits, incunables et gravures en Lituanie et en Europe orientale sont parmi ses avoirs, accessibles aux membres de l'université et au grand public. Selon les données de 2014, il y avait plus de 34 000 lecteurs enregistrés dans la bibliothèque.
La bibliothèque centrale est située dans la vieille ville de Vilnius près du palais présidentiel de la Lituanie. 11 salles de lecture fonctionnent dans des facultés et centres scientifiques d’Université ainsi que 8 salles de lecture dans le nouveau Centre de communication des savoirs (CCS) dans la vallée de Saulėtekis, elles répondent aux besoins des facultés et des centres de l'Université de Vilnius.
Certaines parties de la bibliothèque centrale sont situées dans des salles historiques d'une grande valeur artistique et architecturale. L'ensemble architectural de l'Université de Vilnius attire plus de 10 000 touristes de la Lituanie et d'autres pays chaque année.

## Histoire

### Ordre des Jésuites
Invités par l'évêque de Vilnius Walerian Protasewicz, les jésuites sont venus à Vilnius en 1569. Le 17 juillet, 1570 ils ont établi un collège et une bibliothèque. Le noyau de la bibliothèque se composait des collections du grand-duc de Lituanie et roi de Pologne Sigismond Auguste et de l’évêque suffragant de Vilnius Georg Albinius. La bibliothèque de Sigismond Auguste contenait les meilleurs œuvres classiques, récits, livres historiques, chroniques, et œuvres de la littérature sur les sciences naturelles, droit, médecine, stratégies militaires publiés dans le XVIe siècle. Il comprenait la Bible traduite par Martin Luther, des œuvres par Euclide et Claude Ptolémée, la première édition de De revolutionibus orbium coelestium par Nicolas Copernic, et bien d'autres œuvres.
Privilèges émis par le roi Étienne Báthory le 1er avril, 1579 convertit le Collège des Jésuites de Vilnius en université, et la bibliothèque en bibliothèque universitaire. En 1580, l'évêque Protasewicz a légué plusieurs milliers de livres à la bibliothèque à son décès. Beaucoup de membres du clergé et de la noblesse de la Lituanie aussi ont fait don de livres à la bibliothèque.
Pendant les 200 ans de domination des Jésuites à l'université, la collection de la bibliothèque n'a cessé de s'accroître, le nombre de ses volumes a augmenté de 4,5 miles (en 1570) à 11 mille (en 1773). Une série de guerres, des incendies et des pillages ont empêché la bibliothèque de continuer de croître et un grand nombre de ses livres se sont retrouvés dans les bibliothèques en Russie, Pologne, Suède et ailleurs.
Après que l'ordre des Jésuites a été aboli en 1773, la Commission de l'éducation nationale a pris la garde de l'Université de Vilnius. En 1781, l'Université a été rebaptisée école Chef de la Lituanie. Son parcours académique a été modifié, et les fonds de la bibliothèque ont été complétés par des livres sur les sciences naturelles et médecine.

### Empire russe

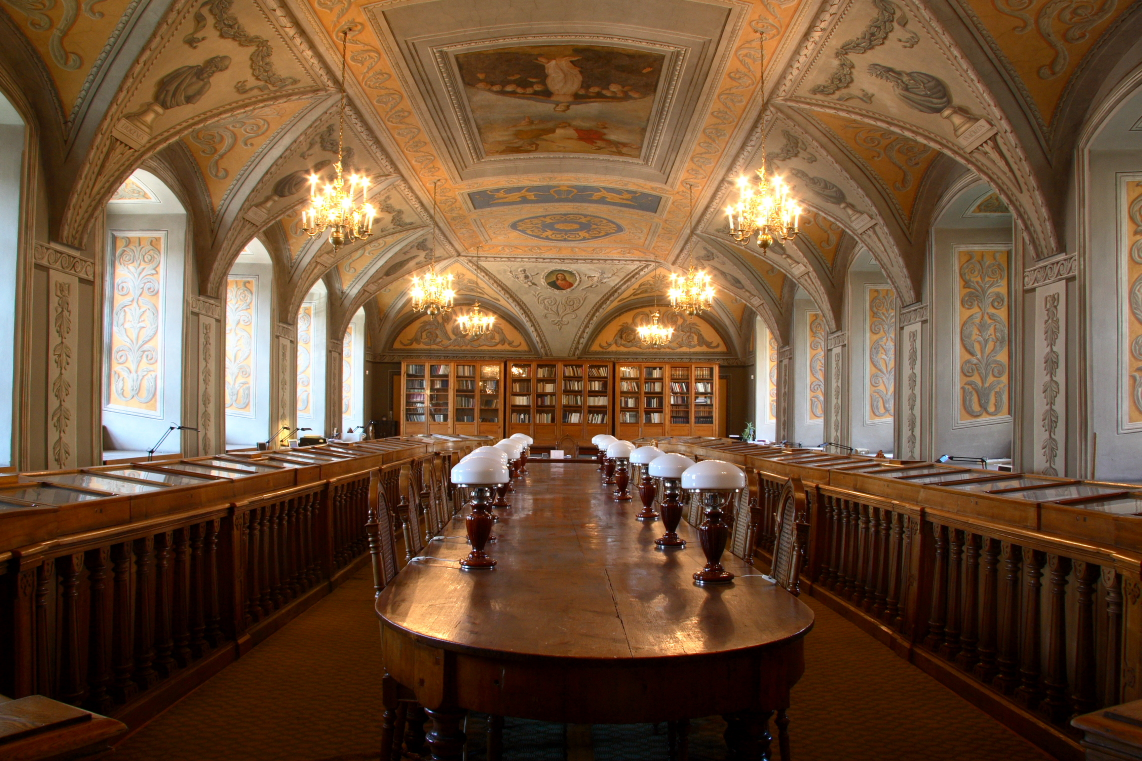
Salle de Pranciškus Smuglevičius

Après le troisième partage de la république des Deux Nations en 1795, la plus grande partie du grand-duché de Lituanie, y compris sa capitale Vilnius, est devenue une partie de l'Empire russe. En 1803, l'école Chef de la Lituanie a été rebaptisée Université impériale de Vilnius. En 1820, l'Université de Vilnius a été classée parmi les meilleures universités de l'Empire russe; la relance de la recherche universitaire a eu aussi un effet positif sur la bibliothèque. En 1804, le professeur Gottfried Ernest Groddeck a été nommé chef de la bibliothèque. Il a réussi à la rendre accessible au public. Un département des prêts a été ouvert en 1815, et le personnel universitaire et ses étudiants, les responsables de district éducatif et les enseignants de gymnases ont été autorisés à emprunter des livres. La bibliothèque a été déplacée à la petite Aula qui avait une salle de lecture de 90 sièges. Groddeck a lancé la compilation d'un ordre alphabétique et plus tard d’un catalogue systématique de la carte. Comparée à d'autres bibliothèques dans l'Empire russe, la Bibliothèque universitaire de Vilnius avait atteint les normes européennes les plus avancées à ce moment-là.
Le 1er mai 1832, après l’insurrection de novembre le tsar Nicolas I a fermé l'université. Une grande partie de la collection de la bibliothèque a été prise de Vilnius et distribuée à diverses institutions universitaires en Russie. En 1856, le Musée des Antiquités et une salle de lecture ont commencé à fonctionner sous les auspices de la Commission archéologique. En 1865, ils ont été convertis en la Bibliothèque et Musée publique de Vilnius. La bibliothèque a reçu presque 200 000 volumes de livres et manuscrits précieux des collections des écoles, des cloîtres, et des bibliothèques privées qui avaient été fermées après les soulèvements en 1831 et 1863. En 1914, la Bibliothèque publique de Vilnius contenait plus de 300 000 livres. Elle a été dévastée lors de la Première Guerre mondiale, et les livres ont été transportés en Russie une fois de plus.

### Après la Première Guerre mondiale
L'Université de Vilnius a été rouverte par les Polonais le 11 octobre 1919, et  a été rebaptisée en l'honneur d'Étienne Báthory. Bien qu'elle eût été pillée, la bibliothèque a conservé une assez grande collection. Au cours de la Seconde Guerre mondiale, la bibliothèque a souffert de nouveau de pillage et d'incendie. Il fallait nécessairement restaurer les bâtiments de l'université et de la bibliothèque qui ont été détruits au cours de la guerre. Les salles de lecture ont été installées et les activités bibliographiques ont été organisées rapidement. La bibliothèque a réussi à récupérer environ 13 000 de ses publications précieuses.

### Après la restauration d'un État indépendant de Lituanie
En 1993, la bibliothèque a été équipée d'un catalogue informatisé qui est accessible via Internet depuis 1994. En 1999, la bibliothèque a commencé un projet numérique pour préserver ses fonds uniques - la numérisation des livres anciens et manuscrits des XVIe – XIXe siècles et les disponibiliser sur CD. En 2000, la bibliothèque universitaire de Vilnius et des autres bibliothèques de la Lituanie ont commencé à souscrire à diverses bases de données.
En 2013, dans la vallée de Saulėtekis un nouveau bâtiment de la bibliothèque « Centre de communication des savoirs » a été ouvert.

## Sites et départements

### Bibliothèque centrale
- Salle Blanche
- Salle de lecture de Czesław Miłosz
- Salle de lecture de sources historiques
  - Salle de Joachim Lelewel
- Salle de lecture de philosophie
- Salle de lecture de philologie
- Centre d'information d'humanisme
  - Salle de lecture de journalisme et d’études médias
  - Chambre pour travail en groupe B1
  - Chambre pour travail en groupe B2
  - Salle de lecture des périodiques
- Salle de lecture de quotidiens
- Salle de lecture d’études de lituanien
  - Chambre de professeur Jurgis Lebedys
- Salle de lecture d'orientalisme scientifique
  - Salle de lecture d'Alfredas Binderis
- Salle de lecture de professeurs
- Salle de lecture de livres rares
- Salle de lecture de manuscrits
- Département de dessins et gravures

### Centre de communication des savoirs

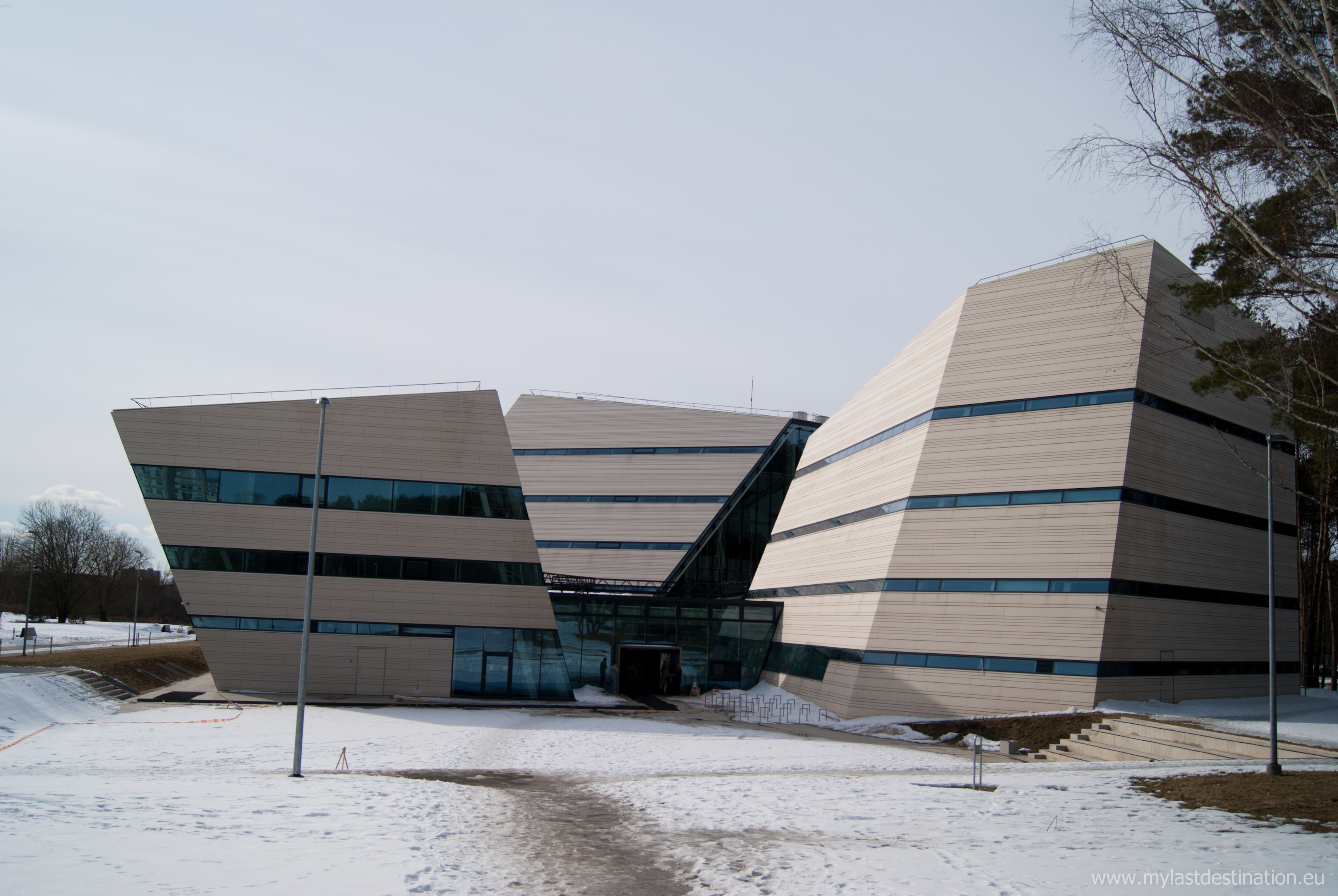
Le Centre de communication des savoirs.

- Salle de lecture pour les loisirs
  - Salle de lecture pour les loisirs
  - Salle de lecture pour les parents et enfants
- Salle de lecture de sciences physiques
- Salle de lecture de technologie
- Salle de lecture de sciences de vivant
- Salle de lecture des communications
- Salle de lecture de droit
- Salle de lecture d’économie
- Salle de lecture d’études commerciales
- Collection des manuels scolaires

### Bibliothèques dans des facultés
- Bibliothèque de faculté de chimie
- Bibliothèque de centre de carrière
- Bibliothèque d’études scandinaves
- Bibliothèque de faculté d'histoire
- Bibliothèque d'institut des relations internationales et sciences politiques
- Bibliothèque de faculté de Kaunas
- Bibliothèque de faculté de mathématique et informatique
- Bibliothèque de médecine et des géosciences
- Bibliothèque d’études et de la recherche religieuse

## Accès
La bibliothèque centrale est ouverte au public pour des visites guidées. Le Centre de communication des savoirs est ouvert pour tous chaque jour. Seules les personnes disposant d'une carte d'identification de lecteur peuvent accéder aux salles de lecture et aux collections dans la bibliothèque centrale ainsi qu’utiliser le Centre de communication des savoirs pendant la nuit. Cette carte peut être acquise par toute personne ayant 16 ans minimum sur présentation d'un document officiel (carte d'identité ou passeport).
La carte d'étudiant officielle ainsi que la carte d'identité d'employé donnent le droit d'utiliser les services de bibliothèque sans inscription supplémentaire. Seuls les étudiants et le personnel de l'université de Vilnius peuvent emprunter des livres savants, des œuvres de fiction peuvent être empruntées par tous lecteurs enregistrés.

## Trésors
Environ 160 000 d’articles sont tenus au département des livres rares. Les plus anciens livres sont du XVe siècle. C’est le plus grand dépositaire de livres anciens en Lituanie, par ses avoirs et son l'importance elle rivalise avec les plus célèbres bibliothèques d'Europe orientale.
Aussi environ 319 000 documents divers sont tenus dans la collection des manuscrits. Ce sont des documents datés du XIIIe au XXIe siècle.
La bibliothèque garde aussi  l’un des deux exemplaires originaux connus du premier livre lituanien, « Le Catéchisme » de Martynas Mažvydas qui a été imprimé en 1547.